# Зоран Верушевски
Зоран Верушевски (на македонска литературна норма: Зоран Верушевски) е разузнавач и бивш ръководител на Управлението за държавна сигурност и контраразузнаване на Република Македония.

## Биография
Зоран Верушевски е от Струга.
Защитава докторат през 1992 г. във Факултета за сигурност в Скопие на тема „Терористичните актове на емиграцията в немско-югославските екстрадиционни отношения“.
Прави кариера в службите за сигурност, където достига до най-високи позиции. Помощник и началник на кабинета на министъра на вътрешните работи Томислав Чокревски. Става директор на Дирекцията за сигурност и контраразузнаване, но след победата на ВМРО-ДПМНЕ на парламентарните избори през 1998 е преместен като асистент в Центъра за образование на кадри в сигурността. При коалиционното правителство през 2001 г. за кратко пак е директор на Управлението за сигурност и контраразузнаване (УБК). След победата на СДСМ на изборите през 2002 г. отново е директор на УБК (октомври 2002 – февруари 2003). След това е заместник-директор на Агенцията за разузнаване.
През 2006 г. е изпратен като съветник в посолството в Рим. По-късно е преподавател и декан на факултета за детективи и сигурност в университета ФОН в Скопие.
На 23 януари 2015 г. е арестуван в Скопие, първоначално с обвинения за незаконно притежание на оръжия.  После заедно с лидера на опозицията Зоран Заев е обвинен в подготовка на преврат и шпионаж за чужди сили.
Счита се, че Зоран Верушевски е близък със СДСМ и нееднократно е захранвал с информация нейните лидери Бранко Цървенковски и Зоран Заев.